# Curiosity Killed the Cat
Curiosity Killed the Cat war eine britische Funk-Pop-Band, die von 1984 bis 1994 bestand. Ab 1992 verwendete die Gruppe den verkürzten Namen Curiosity.

## Bandgeschichte
Die fünf Bandmitglieder lernten sich auf der Art School kennen. Gitarrist Julian Godfrey Brookhouse, Bassist Nicholas Bernard Throp, Schlagzeuger Michael Drummond und Keyboarder Toby Anderson waren bereits in einer Band mit dem Namen „Twilight Children“ aktiv und Ben Volpeliere-Pierrot stieß als Sänger dazu. Sie fanden einen Manager, der ihnen zu einem Plattenvertrag mit Phonogram verhalf. Mit Stewart Levine produzierten sie ihr Debütalbum, das 1986 fertiggestellt wurde. Die Debütsingle Misfit wurde zunächst kein großer Erfolg und erreichte lediglich untere Ränge der UK-Charts. Trotzdem bekam die Gruppe Aufmerksamkeit, die enorm anstieg, als sich der Künstler Andy Warhol zum Fan der Band erklärte. Ihre zweite Single Down to Earth brachte danach den Durchbruch und kam auf Platz 3 in Großbritannien. Später konnte sich das Lied auch in den deutschen Charts platzieren. Die Wiederveröffentlichung von Misfit mit einem versteckten Auftritt von Andy Warhol im zugehörigen Video wurde zu einem weiteren Top-Ten-Hit. Es brachte Curiosity Killed the Cat auch die einzige Singleplatzierung in den USA. Das zugehörige Debütalbum Keep Your Distance war international erfolgreich und erreichte 1987 unter anderem Platz 1 in Großbritannien und Platz 7 in der Schweiz. 
Zwei Jahre später legte Curiosity Killed the Cat das Album Getahead nach, das aber die Erwartungen enttäuschte und mit Name & No. nur noch einen kleineren Singlehit hervorbrachte. Daraufhin verlor die Formation die Unterstützung des Labels. 1992 versuchte sie ein Comeback unter dem verkürzten Bandnamen Curiosity und ohne den Keyboarder Anderson. Mit einer Coverversion des 1970er-Jahre-Hits Hang On in There, Baby von Johnny Bristol hatte sie noch einmal einen internationalen Hit, aber das Album Back to Front enttäuschte erneut und die Gruppe löste sich auf.

## Diskografie

### Alben
| Jahr | Titel              | Höchstplatzierung, Gesamtwochen, AuszeichnungChartplatzierungen (Jahr, Titel, Platzierungen, Wochen, Auszeichnungen, Anmerkungen) | Höchstplatzierung, Gesamtwochen, AuszeichnungChartplatzierungen (Jahr, Titel, Platzierungen, Wochen, Auszeichnungen, Anmerkungen) | Höchstplatzierung, Gesamtwochen, AuszeichnungChartplatzierungen (Jahr, Titel, Platzierungen, Wochen, Auszeichnungen, Anmerkungen) | Höchstplatzierung, Gesamtwochen, AuszeichnungChartplatzierungen (Jahr, Titel, Platzierungen, Wochen, Auszeichnungen, Anmerkungen) | Höchstplatzierung, Gesamtwochen, AuszeichnungChartplatzierungen (Jahr, Titel, Platzierungen, Wochen, Auszeichnungen, Anmerkungen) | Anmerkungen |
| Jahr | Titel              | DE | AT | CH | UK | US | Anmerkungen |
| ---- | ------------------ | --- | --- | --- | --- | --- | --- |
| 1987 | Keep Your Distance | DE29 (16 Wo.)DE | AT20 (4 Wo.)AT | CH7 (11 Wo.)CH | UK1 Platin · (24 Wo.)UK | US55 (29 Wo.)US | Erstveröffentlichung: April 1987 Produzenten: Stewart Levine, Sly & Robbie, Pete Smith, Paul Staveley O’Duffy         |
| 1989 | Getahead           | — | — | — | UK29 Silber · (3 Wo.)UK | — | Erstveröffentlichung: Oktober 1989 Produzenten: Nathan East, Glenn Skinner, Allen Toussaint, Curiosity Killed the Cat |

Weitere Alben
- 1994: Back to Front (als Curiosity)

### Kompilationen
- 1989: Their Very Best
- 1996: The Very Best Of

### Singles
| Jahr | Titel Album                                | Höchstplatzierung, Gesamtwochen, AuszeichnungChartplatzierungen (Jahr, Titel, Album, Platzierungen, Wochen, Auszeichnungen, Anmerkungen) | Höchstplatzierung, Gesamtwochen, AuszeichnungChartplatzierungen (Jahr, Titel, Album, Platzierungen, Wochen, Auszeichnungen, Anmerkungen) | Höchstplatzierung, Gesamtwochen, AuszeichnungChartplatzierungen (Jahr, Titel, Album, Platzierungen, Wochen, Auszeichnungen, Anmerkungen) | Höchstplatzierung, Gesamtwochen, AuszeichnungChartplatzierungen (Jahr, Titel, Album, Platzierungen, Wochen, Auszeichnungen, Anmerkungen) | Höchstplatzierung, Gesamtwochen, AuszeichnungChartplatzierungen (Jahr, Titel, Album, Platzierungen, Wochen, Auszeichnungen, Anmerkungen) | Anmerkungen                                                                             |
| Jahr | Titel Album                                | DE | AT | CH | UK | US | Anmerkungen                                                                             |
| ---- | ------------------------------------------ | --- | --- | --- | --- | --- | --------------------------------------------------------------------------------------- |
| 1986 | Misfit Keep Your Distance                  | — | — | — | UK76 (5 Wo.)UK | — | Erstveröffentlichung: Juli 1986 Autoren: Toby Andersen, Curiosity Killed the Cat        |
| 1986 | Down to Earth Keep Your Distance           | DE32 (16 Wo.)DE | — | — | UK3 (23 Wo.)UK | — | Erstveröffentlichung: November 1986 Autoren: Toby Andersen, Curiosity Killed the Cat    |
| 1987 | Ordinary Day Keep Your Distance            | — | — | CH24 (4 Wo.)CH | UK11 (7 Wo.)UK | — | Erstveröffentlichung: März 1987 Autoren: Toby Andersen, Curiosity Killed the Cat        |
| 1987 | Misfit (Reissue) Keep Your Distance        | DE53 (4 Wo.)DE | — | — | UK7 (10 Wo.)UK | US42 (13 Wo.)US | Wiederveröffentlichung: Juni 1987                                                       |
| 1987 | Free Keep Your Distance                    | — | — | — | UK56 (2 Wo.)UK | — | Erstveröffentlichung: September 1987 Autoren: Toby Andersen, Curiosity Killed the Cat   |
| 1989 | Name and Number Getahead                   | — | — | — | UK14 (9 Wo.)UK | — | Erstveröffentlichung: September 1989 Autor: Glenn Skinner, Curiosity Killed the Cat     |
| 1989 | First Place Getahead                       | — | — | — | UK86 (2 Wo.)UK | — | Erstveröffentlichung: November 1989 Autor: Michael McEvoy, Curiosity Killed the Cat     |
| 1992 | Hang On in There Baby Back to Front        | DE42 (19 Wo.)DE | AT26 (3 Wo.)AT | — | UK3 (10 Wo.)UK | — | Erstveröffentlichung: April 1992 als Curiosity Autor und Original: Johnny Bristol, 1974 |
| 1992 | I Need Your Lovin’ Back to Front (Reissue) | DE55 (7 Wo.)DE | — | — | UK47 (2 Wo.)UK | — | Erstveröffentlichung: August 1992 als Curiosity Autor und Original: Teena Marie, 1980   |
| 1993 | Gimme the Sunshine Back to Front           | — | — | — | UK73 (1 Wo.)UK | — | Erstveröffentlichung: Oktober 1993 als Curiosity Autor: Johnny Simone                   |

Weitere Singles
- 1989: Ball and Chain
- 1993: Work It Out (als Curiosity)
- 1993: Relax (Take It Slow) (als Curiosity)